# IC 3892
IC 3892 ist eine linsenförmige Galaxie mit aktivem Galaxienkern vom Hubble-Typ S0/a? im Sternbild Jagdhunde am Nordsternhimmel. Sie ist schätzungsweise 209 Millionen Lichtjahre von der Milchstraße entfernt und hat einen Durchmesser von etwa 80.000 Lichtjahren. Gemeinsam mit IC 3895 bildet sie das (optische) Galaxienpaar Holm 487 oder KPG 360.
Im selben Himmelsareal befinden sich u. a. die Galaxien IC 3879, IC 3888, IC 3893, IC 3897.
Das Objekt wurde am 21. März 1903 von Max Wolf entdeckt.